# Бељина (Барајево)
Бељина је насеље у општини Барајево у Граду Београду. Према попису из 2022. било је 695 становника.
Овде се налазе Црква Светог арханђела Михаила у Бељини и Чаршија у Бељини.

## Демографија
У насељу Бељина живи 686 пунолетних становника, а просечна старост становништва износи 44,9 година (43,3 код мушкараца и 46,5 код жена). У насељу има 303 домаћинства, а просечан број чланова по домаћинству је 2,67.
Ово насеље је у великим делом насељено Србима (према попису из 2002. године), а у последња три пописа, примећен је пад у броју становника.
|  |

| Демографија | Демографија | Демографија |
| Година      | Становника  | Становника  |
| ----------- | ----------- | ----------- |
| 1948.       | 977         |             |
| 1953.       | 980         |             |
| 1961.       | 954         |             |
| 1971.       | 883         |             |
| 1981.       | 892         |             |
| 1991.       | 873         | 838         |
| 2002.       | 810         | 848         |
| 2011.       | 775         |             |

| Етнички састав према попису из 2002.‍ | Етнички састав према попису из 2002.‍ | Етнички састав према попису из 2002.‍ | Етнички састав према попису из 2002.‍ | Етнички састав према попису из 2002.‍ |
| ------------------------------------ | ------------------------------------ | ------------------------------------ | ------------------------------------ | ------------------------------------ |
|                                      |                                      |                                      |                                      |                                      |
| Срби                                 | Срби                                 |                                      | 794                                  | 98,02%                               |
| Румуни                               | Румуни                               |                                      | 1                                    | 0,12%                                |
| Роми                                 | Роми                                 |                                      | 1                                    | 0,12%                                |
| Муслимани                            | Муслимани                            |                                      | 1                                    | 0,12%                                |
| Македонци                            | Македонци                            |                                      | 1                                    | 0,12%                                |
| Југословени                          | Југословени                          |                                      | 1                                    | 0,12%                                |
| непознато                            | непознато                            |                                      | 8                                    | 0,98%                                |

| Година пописа     | 1948. | 1953. | 1961. | 1971. | 1981. | 1991. | 2002. |
| ----------------- | ----- | ----- | ----- | ----- | ----- | ----- | ----- |
| Број домаћинстава | 214   | 228   | 246   | 242   | 244   | 271   | 303   |

| Број чланова      | 1  | 2  | 3  | 4  | 5  | 6  | 7 | 8 | 9 | 10 и више | Просек |
| ----------------- | -- | -- | -- | -- | -- | -- | - | - | - | --------- | ------ |
| Број домаћинстава | 83 | 85 | 52 | 42 | 20 | 15 | 5 | 1 | 0 | 0         | 2,67   |

| Пол    | Укупно | Неожењен/Неудата | Ожењен/Удата | Удовац/Удовица | Разведен/Разведена | Непознато |
| ------ | ------ | ---------------- | ------------ | -------------- | ------------------ | --------- |
| Мушки  | 351    | 101              | 219          | 17             | 12                 | 2         |
| Женски | 365    | 56               | 214          | 83             | 11                 | 1         |
| УКУПНО | 716    | 157              | 433          | 100            | 23                 | 3         |

| Пол    | Укупно                    | Пољопривреда, лов и шумарство | Рибарство                            | Вађење руде и камена | Прерађивачка индустрија       |
| ------ | ------------------------- | ----------------------------- | ------------------------------------ | -------------------- | ----------------------------- |
| Мушки  | 183                       | 46                            | 0                                    | 0                    | 34                            |
| Женски | 105                       | 27                            | 0                                    | 1                    | 15                            |
| УКУПНО | 288                       | 73                            | 0                                    | 1                    | 49                            |
| Пол    | Производња и снабдевање   | Грађевинарство                | Трговина                             | Хотели и ресторани   | Саобраћај, складиштење и везе |
| Мушки  | 4                         | 6                             | 18                                   | 7                    | 29                            |
| Женски | 0                         | 1                             | 13                                   | 3                    | 4                             |
| УКУПНО | 4                         | 7                             | 31                                   | 10                   | 33                            |
| Пол    | Финансијско посредовање   | Некретнине                    | Државна управа и одбрана             | Образовање           | Здравствени и социјални рад   |
| Мушки  | 2                         | 10                            | 7                                    | 4                    | 7                             |
| Женски | 1                         | 3                             | 3                                    | 10                   | 20                            |
| УКУПНО | 3                         | 13                            | 10                                   | 14                   | 27                            |
| Пол    | Остале услужне активности | Приватна домаћинства          | Екстериторијалне организације и тела | Непознато            | Непознато                     |
| Мушки  | 4                         | 0                             | 0                                    | 5                    | 5                             |
| Женски | 0                         | 0                             | 0                                    | 4                    | 4                             |
| УКУПНО | 4                         | 0                             | 0                                    | 9                    | 9                             |

## Галерија
- Црква Светог Архангела Михаила
- Црква Светог Архангела Михаила, непокретно културно добро
- Стари гроб уз темељ цркве
- Надгробни споменик у црквеној порти
- Римски мост
- Чесма у Чаршији
- Сеоски објекат
- Терен ФК „ Бељине"
- Жалосна врба
- Процветала ливада